# Criminal Minds: Beyond Borders
Criminal Minds: Beyond Borders ist eine US-amerikanische Fernsehserie. Sie ist nach dem kurzlebigen Criminal Minds: Team Red (Originaltitel: Criminal Minds: Suspect Behavior, 2011) das zweite Spin-off der seit 2005 laufenden Serie Criminal Minds. Die Premiere der Serie fand am 16. März 2016 direkt im Anschluss an die Mutterserie statt. In Deutschland ist die Serie seit dem 1. November 2016 beim Pay-TV-Sender Sat.1 emotions zu sehen. Die Free-TV-Premiere im deutschsprachigen Raum erfolgte am 16. November 2016 beim Schweizer Fernsehsender 3+. Während in Österreich die Mutterserie Criminal Minds auf den beiden Privatsendern ATV und Puls 4 ausgestrahlt wird, konnte sich der öffentlich-rechtliche ORF die Rechte für Beyond Borders sichern. Entsprechend war die Serie ab dem 9. Januar 2017 auf ORF eins zu sehen.
Im Mai 2016 wurde die Serie um eine zweite Staffel verlängert. Genau ein Jahr später wurde die Einstellung der Serie bekanntgegeben.

## Inhalt
Die Serie setzt sich mit der Arbeit einer international arbeitenden Einheit (IRT – International Response Team) des FBI auseinander, welche sich um US-Bürger kümmert, die im Ausland Opfer von Verbrechen geworden sind.

## Hauptdarsteller und Synchronisation
| Rolle                                                               | Schauspieler         | Hauptrolle (Episode) | Nebenrolle (Episode) | Synchronsprecher |
| ------------------------------------------------------------------- | -------------------- | -------------------- | -------------------- | ---------------- |
| Supervisory Special Agent und International Unit Chief Jack Garrett | Gary Sinise          | 1.01–2.13            |                      | Tobias Meister   |
| Supervisory Special Agent Clara Seger                               | Alana de la Garza    | 1.01–2.13            |                      | Diana Borgwardt  |
| Special Operations Agent Matthew „Matt“ Simmons                     | Daniel Henney        | 1.01–2.13            |                      | Florian Hoffmann |
| Russ „Monty“ Montgomery                                             | Tyler James Williams | 1.01–2.13            |                      | Julius Jellinek  |
| Gerichtsmedizinerin und Special Agent Mae Jarvis                    | Annie Funke          | 1.01–2.13            |                      | Anja Stadlober   |

## Episodenliste

### Backdoor-Pilot
| Nr. | Deutscher Titel         | Originaltitel  | Erstausstrahlung USA | Deutschsprachige Erstausstrahlung (A) |
| --- | ----------------------- | -------------- | -------------------- | ------------------------------------- |
| 0   | Drei Länder, drei Jahre | Beyond Borders | 8. Apr. 2015         | 26. Sep. 2015                         |

### Staffel 1
| Nr. (ges.) | Nr. (St.) | Deutscher Titel                   | Originaltitel            | Erstausstrahlung USA | Deutschsprachige Erstausstrahlung (D/A/CH) | Regie              | Drehbuch            | Zuschauer (USA) |
| ---------- | --------- | --------------------------------- | ------------------------ | -------------------- | ------------------------------------------ | ------------------ | ------------------- | --------------- |
| 1          | 1         | Der Jäger                         | The Harmful One          | 16. März 2016        | 1. Nov. 2016                               | Colin Bucksey      | Erica Messer        | 8,88 Mio.       |
| 2          | 2         | Wertlos im Leben, wertvoll im Tod | Harvested                | 23. März 2016        | 1. Nov. 2016                               | Rob Bailey         | Erica Meredith      | 7,78 Mio.       |
| 3          | 3         | Verleugnung                       | Denial                   | 30. März 2016        | 8. Nov. 2016                               | Rod Holcomb        | Adam Glass          | 7,07 Mio.       |
| 4          | 4         | Der flüsternde Tod                | Whispering Death         | 6. Apr. 2016         | 15. Nov. 2016                              | Larry Teng         | Adam Glass          | 7,44 Mio.       |
| 5          | 5         | Das einsame Herz                  | The Lonely Heart         | 6. Apr. 2016         | 22. Nov. 2016                              | Constantine Makris | Ticona S. Joy       | 6,98 Mio.       |
| 6          | 6         | Gottgleich                        | Love Interrupted         | 13. Apr. 2016        | 29. Nov. 2016                              | Paul A. Kaufman    | Adam Glass          | 7,91 Mio.       |
| 7          | 7         | Im Namen der Hoffnung             | Citizens of the World    | 20. Apr. 2016        | 6. Dez. 2016                               | Alec Smight        | Matthew Lau         | 7,55 Mio.       |
| 8          | 8         | Der verlorene Sohn                | De Los Inocentes         | 27. Apr. 2016        | 13. Dez. 2016                              | Jeannot Szwarc     | Christopher Barbour | 6,58 Mio.       |
| 9          | 9         | Die Sehnsucht und der Tod         | The Matchmaker           | 4. Mai 2016          | 20. Dez. 2016                              | Matt Earl Beesley  | Tim Clemente        | 6,82 Mio.       |
| 10         | 10        | Mord verjährt nicht               | Iqiniso                  | 11. Mai 2016         | 27. Dez. 2016                              | Laura Belsey       | Christopher Barbour | 6,05 Mio.       |
| 11         | 11        | Die Ballade von Nick und Natalie  | The Ballad of Nick & Kat | 11. Mai 2016         | 3. Jan. 2017                               | Jeremiah Chechik   | Daniele Nathanson   | 5,94 Mio.       |
| 12         | 12        | Der Stierlauf                     | El Toro Bravo            | 25. Mai 2016         | 10. Jan. 2017                              | Tawnia McKiernan   | Erica Meredith      | 5,74 Mio.       |
| 13         | 13        | Seelenwanderung                   | Paper Orphans            | 25. Mai 2016         | 17. Jan. 2017                              | Félix Alcalá       | Erica Messer        | 5,19 Mio.       |

### Staffel 2
| Nr. (ges.) | Nr. (St.) | Deutscher Titel          | Originaltitel             | Erstausstrahlung USA | Deutschsprachige Erstausstrahlung (—) | Regie              | Drehbuch            | Zuschauer (USA) |
| ---------- | --------- | ------------------------ | ------------------------- | -------------------- | ------------------------------------- | ------------------ | ------------------- | --------------- |
| 14         | 1         | Verlorene Seelen         | Lost Souls                | 8. März 2017         | 27. Juni 2017                         | Alec Smight        | Erica Messer        | 5,35 Mio.       |
| 15         | 2         | Fürchtet mich            | Il Mostro                 | 15. März 2017        | 4. Juli 2017                          | Leon Ichaso        | Christopher Barbour | 5,37 Mio.       |
| 16         | 3         | Teufelsatem              | The Devil’s Breath        | 22. März 2017        | 11. Juli 2017                         | Oz Scott           | Adam Glass          | 4,78 Mio.       |
| 17         | 4         | Nur für Dich             | Pretty Like Me            | 29. März 2017        | 18. Juli 2017                         | Greg Prange        | Daniele Nathanson   | 4,97 Mio.       |
| 18         | 5         | Böses Erwachen           | Made In...                | 5. Apr. 2017         | 25. Juli 2017                         | Jeannot Szwarc     | Erica Meredith      | 4,61 Mio.       |
| 19         | 6         | Beschleunigtes Verfahren | Cinderella and the Dragon | 12. Apr. 2017        | 1. Aug. 2017                          | Diana Valentine    | Matthew Lau         | 5,74 Mio.       |
| 20         | 7         | La Santa Muerte          | La Huesuda                | 12. Apr. 2017        | 8. Aug. 2017                          | Rod Holcomb        | Adam Glass          | 4,72 Mio.       |
| 21         | 8         | Pankration               | Pankration                | 19. Apr. 2017        | 15. Aug. 2017                         | Laura Belsey       | Ticona S. Joy       | 4,74 Mio.       |
| 22         | 9         | Der Hinterhalt           | Blowback                  | 26. Apr. 2017        | 22. Aug. 2017                         | Nina Lopez-Corrado | Christopher Barbour | 4,56 Mio.       |
| 23         | 10        | Violette Orchideen       | Type A                    | 3. Mai 2017          | 29. Aug. 2017                         | Christoph Schrewe  | Tim Clemente        | 5,00 Mio.       |
| 24         | 11        | Duppy                    | Obey                      | 10. Mai 2017         | 5. Sep. 2017                          | Gus Makris         | Daniele Nathanson   | 4,85 Mio.       |
| 25         | 12        | Yeti                     | Abominable                | 17. Mai 2017         | 12. Sept. 2017                        | Jennifer Lynch     | Matthew Lau         | 4,87 Mio.       |
| 26         | 13        | Alte Feinde              | The Ripper of Riga        | 17. Mai 2017         | 14. Sept. 2017                        | Mikael Salomon     | Adam Glass          | 4,16 Mio.       |